# Бел-Шалти-Нанна
Бел-Шалти-Нанна, также известная как Эннигальди-Нанна (аккад.  En-nígaldi-Nanna) — вавилонская принцесса, жила в VI веке до н. э. Была дочерью царя Набонида и сестрой Валтасара. Служила верховной жрицей в Уре; её называли «жрицей Сина» (бога луны).

## Биография
Бел-Шалти-Нанна жила в VI веке до н. э. Она была школьным администратором, руководя школой жриц (которой было уже более восьми веков, когда она вступила во владение), куратором музея и верховной жрицей. Археолог сэр Леонард Вулли отмечает в своей работе, что её отец, царь Набонид, называл её Белшалти-Наннар, когда она стала верховной жрицей Сина в Уре. Бел-Шалти-Нанна стала верховной жрицей в 547 г. до н. э. Её бабушка Адда-гуппи также была верховной жрицей, но к тому времени уже умерла.
Бел-Шалти-Нанна получила своё дополнительное имя Нанна, потому что была верховной жрицей бога Сина (шумерского Нанны). По вечерам она посвящала большую часть своего времени Сину в маленькой синей комнате на вершине Зиккурата в Уре.
Зиккурат предназначался только для верховной жрицы, и мужчинам было строго запрещено входить в него. Его несколько раз строили и перестраивали в раннединастический период. Отец Набонид перестроил его для Бел-Шалти-Нанна около 590 г. до н. э.

## Дворец
Во время раскопок в Уре Леонард Вулли обнаружил комнату, построенную для Бел-Шалти-Нанны около 550 г. до н. э. Комната известна как Дворец Верховной Жрицы Бел-Шалти-Наннар. Он расположен на участке трапециевидной формы у Северной гавани Ура.
В дворце находились предметы, датируемые 1400, 1700 и 2050 годами до н. э. На глиняной табличке были копии очень древних надписей вместе с другой надписью, объясняющей, что самые ранние из них были найдены и скопированы «на диво наблюдателей». Эти глиняные таблички считаются старейшим музейным каталогом. Комната была музеем, а Бел-Шалти-Нанна была сборщиком древних предметов. Также в нём были найдены фрагменты диоритовой статуи, посвящённые царём Шульги богине Нинсун, и глиняные фигурки собак.

## Наследие

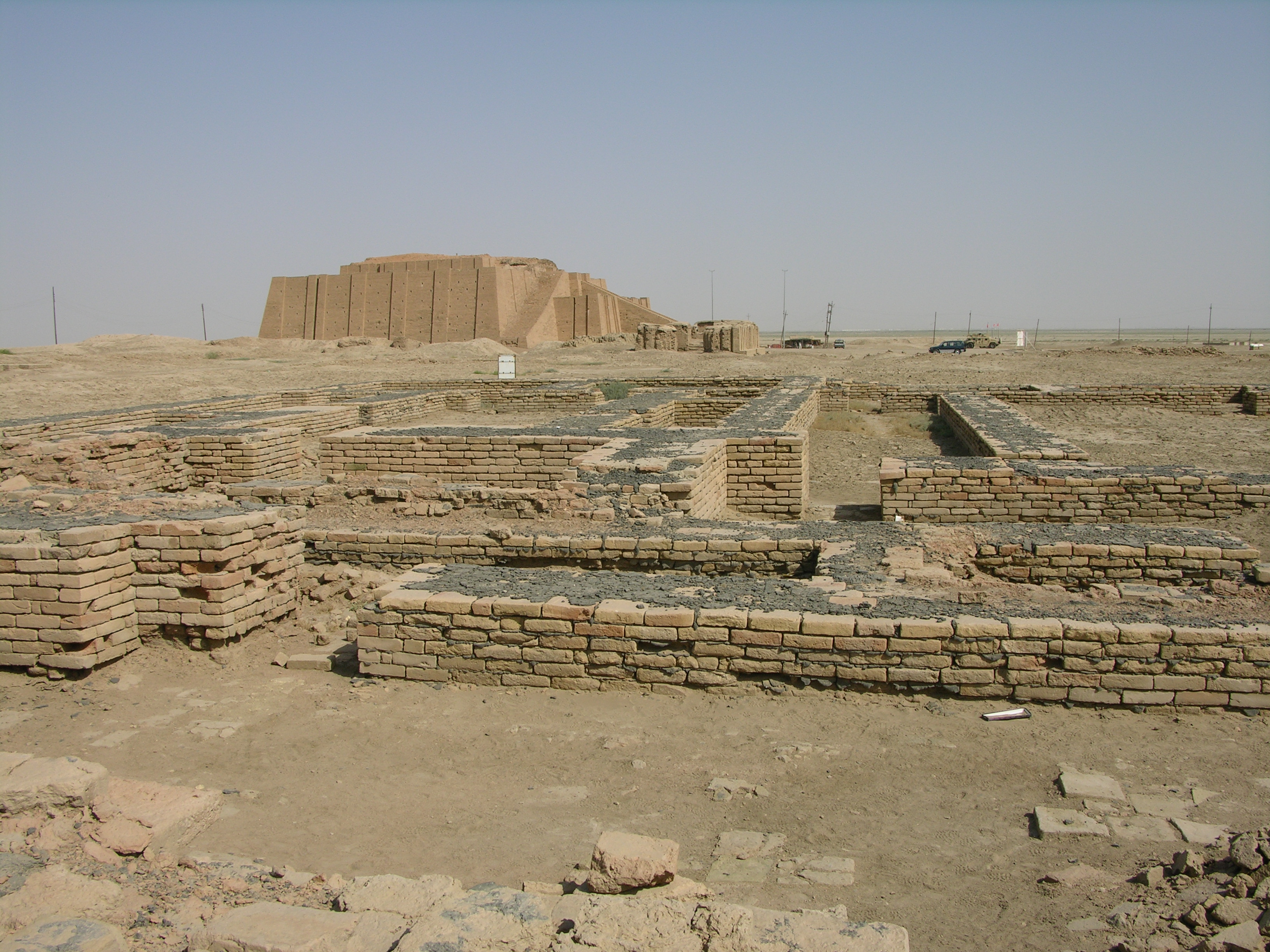
Музей Бел-Шалти-Нанны

Наряду со своим отцом Набонидом Бел-Шалти-Наннар известна тем, что отвечала за первые контролируемые раскопки и музейную экспозицию. Считается, что она помогла основать серию музеев, связанных с открытиями, сделанными Набонидом. Она увековечена в художественной композиции Джуди Чикаго «Званый ужин».
Школа жриц Бел-Шалти-Нанны, действовавшая около 530 г. до н. э., предназначалась для молодых женщин из высшего сословия. Бел-Шалти-Нанна тратила гораздо меньше времени на телесные наказания, потому что у неё была преданная аудитория, хотя в остальном её школа напоминала другие шумерские школы писцов своими методами обучения, программой и снаряжением учеников. Грамотных женщин в её школе учили специальному диалекту под названием эмесаль.

### Музей
Историки отмечают Бел-Шалти-Нанну как создательницу первого в мире музея, музея древностей.